# 韋熙
韋熙（16世紀—17世紀），字德昭，江西南昌府武寧縣坊市人，明朝政治人物。

## 生平
韋熙個性正直，學問以敦行為先，當時張天仁貧窮無法娶妻，他讓女兒嫁給對方，某貪污知縣的兒子求受教，拿出金錢送禮，他拒絕接受，知縣面有慚色；為諸生時曾貧困得無法煮飯，鄰人代為賣羊讓其賺取差價可得浮值，他得知後立刻制止，甚為謹慎。他是正統六年（1441年）辛酉科江西鄉試舉人，授濟陽教諭，辭官回鄉後貧窮如故，死後入祀鄉賢祠。

## 引用
1. 1 2  道光《武寧縣志·卷二十二·人物》：韋熙，字德昭，坊市人，正統六年舉人，性狷介，學以敦行為先，時張天仁貧無以娶，熙以女妻之，有汙令子求受業其門，以厚幣為贄，熙辭不受令有慚色；為諸生時歲儉不能舉火，鄰人代為鬻羊可得浮值，熙聞斥止之，其細行必謹如此，仕濟陽教諭，解組歸田貧如故，卒祀鄉賢。